# Станиша Марковић Млатишума
Станиша Марковић Млатишума (1664—1740) је био аустријски војсковођа и обeркапетан Крагујевца (1718—1739). 

## Биографија
Према Сими Милутиновићу Сарајлији, Млатишума је рођен у селу близу Острога. Његова породица потиче из Новог Пазара. Пораз аустријске војске у Бечком рату изазвао је велику сеобу Срба на просторе Угарске (1690). Млатишума учествује у Аустријско-турском рату (1716—1718). Након склапања мира у Пожаревцу, Аустрија је достигла врхунац свог утицаја у Источном питању. Новоосвојене области требало је учврстити оснивањем Војне крајине која је представљала одбрамбену установу, а не посебну територију. У Хабзбуршкој Краљевини Србији је постојала редовна војска и Српска народна милиција. Српска народна милиција помагала је Аустријанцима у одбрани пограничних крајева истовремено спречавајући будуће савезе Османлија и побуњених Угара. Запис Спиридона Вујановића, игумана манастира Хопова на Фрушкој гори, везује настанак Народне милиције за Еугена Савојског који је поставио прво заповедништво Српске народне милиције по Крајини. Он се састојао од двојице оберкапетана, десет капетана, двојице поручника и једног мајора. Оберкапетани су били Вук Исаковић и Станиша Марковић-Млатишума. Врховни управник хабзбуршке Краљевине Србије Карло Александар Виртембершки наредио је свом капетану Декрегу да уреди Српску народну милицију. Он ју је разделио на 19 капетаната, војних заповедништава за одбрану пограничног појаса од Османлија. Вук Исаковић имао је седиште у Црној Бари, а Млатишума у Крагујевцу. Крагујевачка надкапетанија је била једна од најзначајнијих због своје близине граници Османског царства. У априлу 1725. Млатишума је известио заповедништво у Београду о наводној појави вампира у Крагујевцу. То је најраније датован забележени случај вампиризма у свету. Уследили су и други случајеви након чега је српска реч вампир ушла у немачки а из њега и у друге светске језике. 
На просторе Краљевине Србије су у периоду након завршетка рата довођени досељеници. Највећи број њих били су ускоци. До преуређења Српске народне милиције дошло је 1728. године. Један капетанат је укинут. На челу осамнаест капетаната налазио се надкапетан (оберкапетан) Вук Исаковић. Сви капетанати подељени су у четири скупине на челу са тројицом оберкапетана (Млатишума, Исаковић и Коста Димитријевић из Параћина). 
Млатишума је послат у Брда како би подстакао побуну осам племена: Васојевића (које је водио Вуксан Бојовић), Братоножића, Дрекаловића (предвођених Радоњом Петровићем), Пипера, Ровца, Бјелопавлића, Пјешивца и Лутовца. Млатишума је био вођа ових племена која су могла сакупити 2000 за рат способних мушкараца у једном дану. Стигао је у Куче 1729. године. Срео се са Радоњом Петровићем са којим је покушао да мобилише племена против Турака. Млатишума је основао манастир Драчу код Крагујевца. 
Млатишума се борио у Аустријско-турском рату (1737—1739). Његове снаге нападале су Ужице и ослободиле Крушевац (20. јул 1737. године). Две године касније предводи нападе на Морави и Руднику. Његове трупе учествовале су у нападу Срба и Климената под вођством бератлијског кнеза Атанасија Рашковића на Нови Пазар. Населио је 1000 људи у Угарској након завршетка рата (Друга сеоба Срба). Затворен је 1740. године, а верује се да је умро исте године. 